# Cicurina utahana
Cicurina utahana är en spindelart som beskrevs av Chamberlin 1919. Cicurina utahana ingår i släktet Cicurina och familjen kardarspindlar. Inga underarter finns listade i Catalogue of Life.